# 寢屋川公園站
寢屋川公園站（日语：／ Neyagawa-kōen eki */?）是一個位於日本大阪府寢屋川市打上元町，屬於西日本旅客鐵道（JR西日本）片町線（學研都市線）的鐵路車站。車站編號為JR-H32。

## 站名更改
開業當初站名稱為東寢屋川站。由於寢屋川市內並沒有「東寢屋川」的地名，當地居民要求更改站名，於2016年（平成28年）起寢屋川市與JR西日本達成協議。2018年（平成30年）11月20日，JR西日本與寢屋川市締結「城市規劃合作協議」，於2019年春公佈將改名寢屋川公園站。站名來自車站是府營寢屋川公園最近的車站。2019年3月16日時刻表改正當天同步改名。站名更改的1.2億日圓費用由市側負擔。

## 車站構造
島式月台1面2線的車站，月台位於打上隧道與明挖回填的路段內，地面車站到月台需下降的車站。

### 月台配置
| 月台 | 路線       | 方向 | 目的地             |
| ---- | ---------- | ---- | ------------------ |
| 1    | 學研都市線 | 下行 | 四條畷、京橋方向   |
| 2    | 學研都市線 | 上行 | 松井山手、木津方向 |

## 使用情況
根據大阪府統計年鑑，1日平均上車人次如下表。大阪府統計年鑑所記載的數值，由於西日本旅客鐵道株式會社提供的時間有誤，在寢屋川市統計書中以（）內的數值校正。
| 年度   | 1日平均 上車人次 |
| ------ | ---------------- |
| 1997年 | 5,242            |
| 1998年 | 5,348            |
| 1999年 | 5,326            |
| 2000年 | 5,361            |
| 2001年 | 5,317            |
| 2002年 | 5,000            |
| 2003年 | 4,978            |
| 2004年 | 4,933            |
| 2005年 | 4,974            |
| 2006年 | 4,988            |
| 2007年 | 4,972            |
| 2008年 | 4,992            |
| 2009年 | 4,862            |
| 2010年 | 4,822 (6,491)    |
| 2011年 | 4,808 (6,967)    |
| 2012年 | 4,791 (6,833)    |
| 2013年 | 4,764 (6,694)    |
| 2014年 | 4,552            |
| 2015年 | 4,622            |
| 2016年 | 4,610            |
| 2017年 | 4,605            |
| 2018年 | 4,540            |

## 相鄰車站
西日本旅客鐵道
 學研都市線（片町線）
■快速、■區間快速
通過
■普通
星田（JR-H31）－寢屋川公園（JR-H32）－忍丘（JR-H33）

## 外部連結
- 寢屋川公園｜車站資訊：JR出門網 - 西日本旅客鐵道